# Alligator, Mississippi
Alligator là một thành phố thuộc quận Bolivar, tiểu bang Mississippi, Hoa Kỳ. Năm 2010, dân số của thành phố này là 208 người.

## Dân số
- Dân số năm 2000: 220 người.
- Dân số năm 2010: 208 người.